# Ferdinand Braun

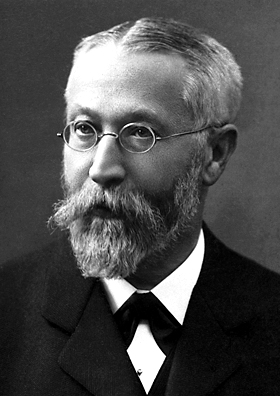
Ferdinand Braun

Karl Ferdinand Braun, född 6 juni 1850 i Fulda, Tyskland, död 20 april 1918 i New York, var en tysk fysiker. År 1909 erhöll han Nobelpriset i fysik.
Braun blev 1877 professor i fysik i Marburg, 1880 i Strassburg, 1883 vid tekniska högskolan i Karlsruhe, 1885 i Tübingen och 1895 åter i Strassburg.
Braun är mest ihågkommen för att han 1897 konstruerade det första katodstråleröret, där avlänkning av en elektronstråle användes för att skriva på en skärm. Denna första version använde "Brauns rör", en kall katod och mycket hög spänning, men utvecklades snabbt vidare till praktiska oscilloskop och senare till TV-skärm. I tysktalande länder kallas katodstrålerör (CRT) fortfarande ofta "Braunska rör".
Nobelpriset fick Braun tillsammans med Guglielmo Marconi för att han hade lagt grunden till kristallmottagaren.
Den första lyckade mottagningen av signaler skedde med hjälp av tre antenner år 1905 av fysikern Karl Braun.